# Аулієагаш (Теренкольський район)
Аулієага́ш (каз. Әулиеағаш) — село у складі Теренкольського району Павлодарської області Казахстану. Адміністративний центр Аулієагаського сільського округу.
Населення — 321 особа (2021; 477 у 2009, 964 у 1999, 1183 у 1989).
Національний склад станом на 1989 рік:
- росіяни — 50 %;
- казахи — 26 %.

До 2023 року село називалось Воскресенка.